# Reichsschule der deutschen Technik

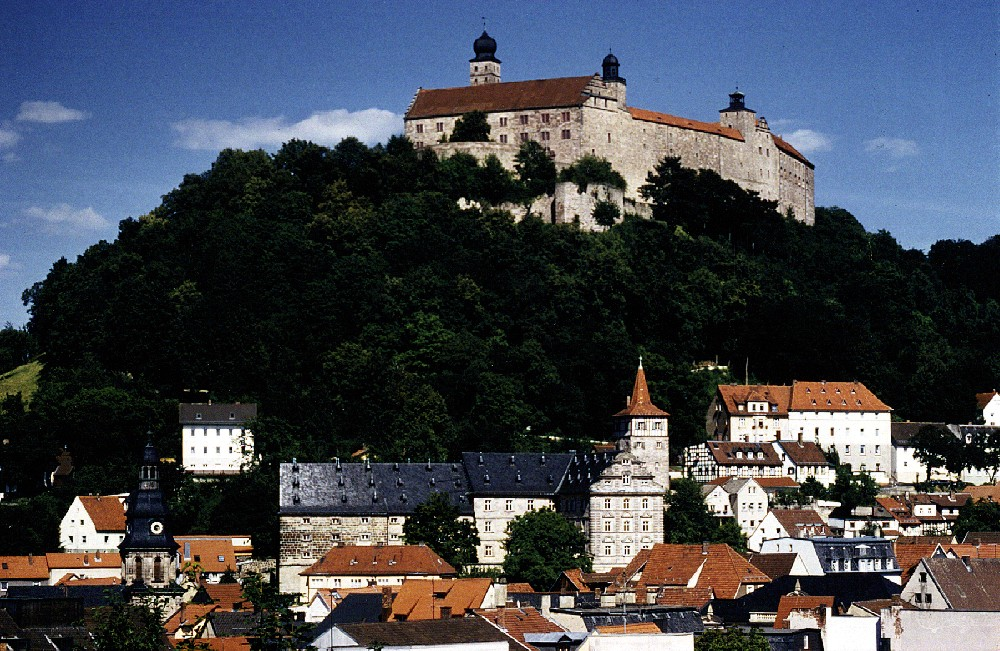
Die Plassenburg über Kulmbach, in der die Reichsschule der deutschen Technik untergebracht war

Die Reichsschule der deutschen Technik war eine nationalsozialistische Schulungseinrichtung des Nationalsozialistischen Bundes deutscher Technik (NSBDT) auf der Plassenburg in Kulmbach. Sie wurde durch Rundschreiben der Reichswaltung des NSBDT vom 7. Dezember 1937 mit Genehmigung des Gauleiters des Gaues Bayerische Ostmark Fritz Wächtler eröffnet. Reichswalter und damit Führer dieser Einrichtung war Fritz Todt. Reichsschulungswalter und ständig vor Ort war der Schriftsteller Emil Maier-Dorn. Eine wesentliche Aufgabe der Reichsschule bestand darin, verschiedene Disziplinen des Ingenieurwesens in der Denkweise soweit aneinander heranzuführen, dass große Bauprojekte ganzheitlich angegangen werden konnten. Dies wurde zunächst am Projekt der Reichsautobahnen vollzogen und später allgemein auf Vorhaben der Organisation Todt übertragen. Beispiele der Gestaltung an Reichsautobahnen durch das Zusammenwirken von Bauingenieuren, Architekten und sogenannten Landschaftsanwälten sind noch heute im Bereich der Bundesautobahn 9 im Süden von Thüringen erhalten, wie zum Beispiel die Tautendorfer Brücke, ein Dokument für das Weiterwirken von Einflüssen des Bauhauses nach 1933. 
Die mittelalterliche Plassenburg wurde durch den Architekten Siegfried Schmelcher umfassend umgebaut und durch den Abriss des Zuchthauses architektonisch verändert. Todts Tochter Ilsebill Todt richtete ihrem Vater auf der Burg ein Büro ein. Nach Todts Tod lagerte die Familie verschiedene Wertgegenstände des Gefallenen auf der Plassenburg, die sie erst nach langem Rechtsstreit mit der Stadt Kulmbach 1954 zurückerhielt.
Seit 1938 gab es Pläne, die Schulungseinrichtung durch ein Haus der deutschen Technik in München zu ergänzen.